# Jean-Christophe Menu

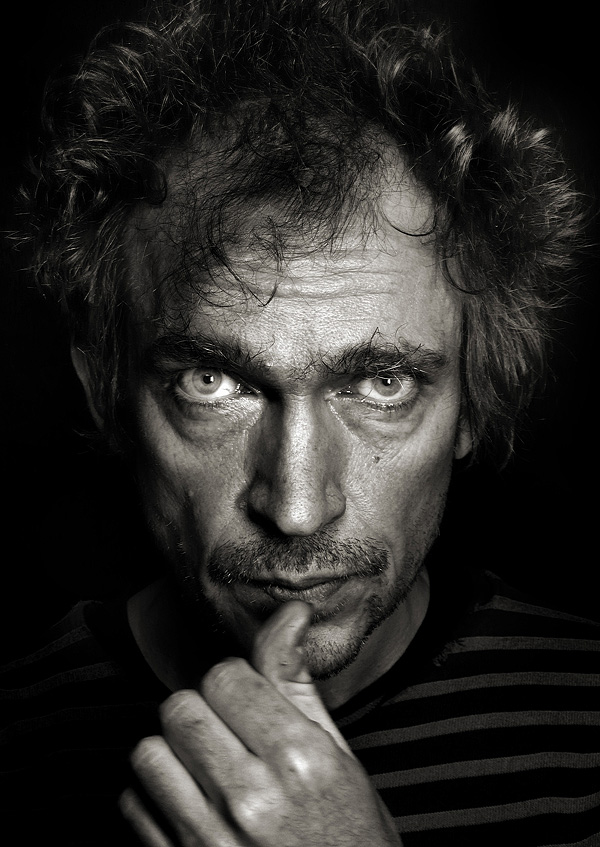
Jean-Christophe Menu

Jean-Christophe Menu (* 1964 in Amiens) ist ein französischer Comiczeichner.

## Leben
Schon in seiner Jugend begann Menu, Comics zu zeichnen und gründete als Teenager das Magazin „Journal de Lapot“. 1988 veröffentlichte er bei Futuropolis die Titel „Mêder“ und „Le portrait de Lurie Ginol“. 1990 gründete er mit seinen Zeichnerkollegen Killoffer, Mattt Konture, Stanislas, David B. und Lewis Trondheim den Autorenverlag L’Association. Von 1992 bis 1995 arbeitete Menu an der Reihe „Mune Comix“ und veröffentlichte autobiografisch beeinflusste Geschichten in „Livret de phamille“ und „Gnognottes“. 2001 gründete Menu mit „JC Menu Éditeur“ seinen eigenen Verlag, in dem er einen umfangreichen Skizzenband von Jacques Tardi veröffentlichte.

## Werke in deutscher Sprache
- Rhesusinkompatibilität. Reprodukt, Berlin 1996, ISBN 978-3-931377-04-5
- Omelett. Reprodukt, Berlin 2000, ISBN 978-3-931377-37-3
- Donjon Monster 12. Reprodukt, Berlin 2012, ISBN 978-3-941099-99-9